# Estação Boedo
A Estação Boedo é uma das estações do Metro de Buenos Aires, situada em Buenos Aires, entre a Estação General Urquiza e a Estação Avenida La Plata. Faz parte da Linha E.
Foi inaugurada em 09 de junho de 1960. Localiza-se no cruzamento da Avenida San Juan com a Avenida Boedo. Atende o bairro de Boedo.